# Беатріс Армстронґ
Беатріс Армстронґ (англ. Beatrice Armstrong, 11 січня 1894 — 12 березня 1981) — британська стрибунка у воду.
Срібна медалістка Олімпійських Ігор 1920 року, учасниця 1924 року.